# Heidolsheim
Heidolsheim település Franciaországban, Bas-Rhin megyében. Lakosainak száma 572 fő (2022. január 1.). Heidolsheim Hessenheim, Mussig, Ohnenheim és Sélestat községekkel határos.

## Népesség
A település népességének változása:
| Lakosok száma | 468  | 500  | 524  | 523  | 531  | 540  | 557  | 564  | 572  |
|               | 2013 | 2015 | 2016 | 2017 | 2018 | 2019 | 2020 | 2021 | 2022 |